# Teorija društvenih sukoba
Teorija društvenog sukoba je marksistički utemeljena društvena teorija koja tvrdi da pojedinci i grupe (društvene klase) unutar društva međusobno djeluju na temelju sukoba, a ne konsenzusa. Različitim oblicima sukoba grupe će težiti doći do različitih količina materijalnih i nematerijalnih resursa (npr. bogati protiv siromašnih). Moćnije grupe će težiti korištenju svoje moći kako bi zadržale moć i iskorištavale grupe s manjom moći. 
Teoretičari sukoba vide sukob kao pokretač promjene, budući da sukob proizvodi proturječja koja se ponekad razriješe, stvarajući nove sukobe i proturječja u dijalektici koja je u tijeku. U klasičnom primjeru povijesnog materijalizma, Karl Marx i Friedrich Engels tvrdili su da je cijela ljudska povijest rezultat sukoba između klasa, koje su se razvijale tijekom vremena u skladu s promjenama u društvenim sredstvima za zadovoljavanje svojih materijalnih potreba, tj. promjenama u društvenom načinu proizvodnje. 

## Primjer
Razmotrimo odnos između vlasnika stambenog naselja i stanara u tom istom stambenom naselju. Teoretičar konsenzusa mogao bi predložiti da se odnos između vlasnika i stanara temelji na obostranoj koristi. Nasuprot tome, teoretičar sukoba mogao bi tvrditi da se odnos temelji na sukobu u kojem se vlasnik i stanar međusobno bore. Njihov odnos definiran je ravnotežom u njihovim sposobnostima da izvlače resurse jedni od drugih, npr. plaćanje stanarine ili mjesto za život. Granice odnosa su postavljene tako da svaki iz drugoga izvlači najveću moguću količinu resursa.
Sukob može imati mnoge oblike i uključivati borbu oko mnogo različitih vrsta resursa, uključujući status. Međutim, formalna teorija sukoba ima svoje temelje u analizi klasnog sukoba, a primjer vlasnika i najmoprimca može se razumjeti u smislu klasnog sukoba. U klasnom sukobu, vlasnici će vjerojatno imati relativne prednosti nad osobama bez imovine. Na primjer, pravni sustav koji leži u osnovi odnosa između vlasnika i stanara može biti pristran u korist vlasnika. Pretpostavimo da vlasnik želi zadržati stanarev predujam nakon što se stanar iseli iz vlasnikove kuće. U pravnim sustavima koji se temelje na engleskom običajnom pravu, vlasnik je dužan samo obavijestiti stanara da je sigurnosni polog zadržan. Da bi povratio sigurnosni polog, stanar mora pokrenuti tužbu. Stanar snosi teret dokazivanja i stoga je dužan dokazati da je prebivalište bilo primjereno očišćeno prije iseljenja. To može biti vrlo težak ili čak nemoguć zadatak.
Da sažmemo primjer, teoretičari sukoba smatraju da je odnos između vlasnika i stanara prvenstveno izgrađen na sukobu, a ne na harmoniji. Iako se odnos vlasnik-stanar često može činiti skladnim, svaki vidljivi sklad samo je proizvod zakona i drugih elemenata nadgradnje koji ograničavaju odnos i koji su sami proizvod još dubljeg sukoba, klasnog sukoba. Teoretičar sukoba rekao bi da teorija sukoba ima veću moć objašnjenja od teorije konsenzusa u ovoj situaciji budući da teorija konsenzusa ne može objasniti tužbe između vlasnika i stanara niti pravne temelje asimetričnog odnosa moći između njih dvoje.

## Teorije društvenih sukoba
Sa stajališta teoretičara društvenog sukoba/marksizma, društvena klasa i nejednakost nastaju jer se društvena struktura temelji na sukobu i proturječnostima. Kontradikcije u interesima i sukob oko oskudnih resursa među skupinama temelj su društvenog društva, prema teoriji socijalnog sukoba. Viša klasa će pokušati zadržati svoje privilegije, moć, status i društveni položaj –  i stoga pokušati utjecati na politiku, obrazovanje i druge institucije kako bi zaštitili i ograničili pristup njihovim oblicima kapitala i resursa. Dok niža klasa –  u suprotnosti s višom klasom –  ima vrlo različite interese. Oni nemaju posebne oblike kapitala koje trebaju zaštititi. Sve što ih zanima je pristup resursima i kapitalu više klase. Na primjer, obrazovanje: niža klasa će učiniti sve kako bi dobila pristup resursima više klase temeljenim na demokratizaciji i liberalizaciji obrazovnih sustava jer se smatra da ti oblici kapitala imaju vrijednost za budući uspjeh. Različite institucije društva, poput pravnog i političkog sustava, instrumenti su dominacije vladajuće klase i služe promicanju njezinih interesa. Marx je vjerovao da se zapadno društvo razvilo kroz četiri glavne epohe – primitivni komunizam, antičko društvo, feudalno društvo i kapitalističko društvo. Primitivni komunizam predstavljen je društvima pretpovijesti i daje jedini primjer besklasnog društva. Od tada se sva društva dijele na dvije glavne klase – gospodare i robove u drevnom društvu, gospodare i kmetove u feudalnom društvu te kapitaliste i najamne radnike u kapitalističkom društvu.
Weber vidi klasu u ekonomskim terminima. On tvrdi da se klase razvijaju u tržišnim gospodarstvima u kojima se pojedinci natječu za ekonomsku dobit. On klasu definira kao skupinu pojedinaca koji dijele sličan položaj u tržišnoj ekonomiji i na temelju te činjenice primaju slične ekonomske nagrade. Stoga je klasna situacija osobe u osnovi njegova tržišna situacija. Oni koji dijele sličnu klasnu situaciju također dijele slične životne šanse. Njihov ekonomski položaj izravno će utjecati na njihove šanse da dobiju stvari koje su definirane kao poželjne u njihovom društvu.